# Skýtie

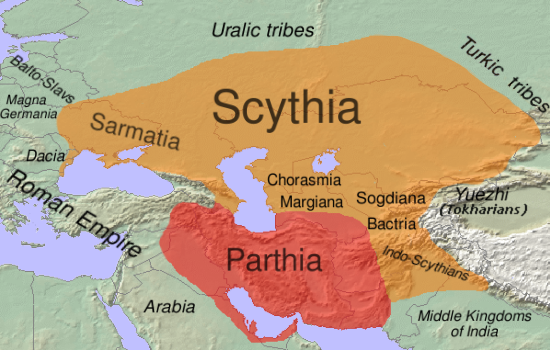
Přibližný rozsah Skýtie v oblasti rozšíření východoíránských jazyků (oranžově) v 1. století před naším letopočtem

Skýtie (Skythie či Skytie, řecky Skythiá, z řeckého: Σκυθική, romanizováno: Skythikē) byla v klasickém starověku oblast střední Eurasie obývaná východoíránskými Skyty. Zahrnovala území střední Asie, části východní Evropy východně od řeky Visly, kdežto východní okraj regionu vymezili Řekové jen vágně. Starověcí Řekové dali jméno Skýtie (nebo Velká Skýtie) všem územím severovýchodně od Evropy a severnímu pobřeží Černého moře. Během doby železné zde vzkvétala skytská kultura.
Skytové - řecké jméno pro tento původně kočovný lid - obývali Skýtii nejpozději od 11. století před naším letopočtem do 2. století našeho letopočtu. V sedmém století př. n. l. Skytové ovládali rozsáhlé oblasti po celé Eurasii, od Černého moře přes Sibiř až po hranice Číny. Rozsah a poloha obývaného území se v průběhu času měnily, ale obvykle více na západ a výrazně víc na východ, než je uvedeno na mapě. Některé zdroje říkají, že Skytové byli energičtí ale mírumilovní lidé. Moc toho o nich známo není.
Skýtie byla volná nomádská říše, která vznikla již v 8. století před naším letopočtem. Jádro Skytů dávalo přednost životu na volné noze. Z tohoto období není znám žádný písemný systém, takže většina dnes dostupných písemných informací o regionu a jeho obyvatelích pramení z protohistorických spisů starověkých civilizací, které měly s tímto regionem spojení, zejména těch ze starověkého Řecka, starého Říma a Persie.
Nejpodrobnější západní popis je od Hérodota. Možná ve Skýtii ani nebyl a vědci debatují o přesnosti a spolehlivosti jeho znalostí, ale moderní archeologické nálezy některé z jeho starodávných tvrzení potvrdily, takže zůstává jedním z nejužitečnějších spisovatelů o starověké Skýtii. Říká, že skytské vlastní jméno bylo „Scoloti“.